# Tommaso Leddi
Tommaso Leddi (Milano, 1955) è un compositore, musicista e polistrumentista italiano.

## Biografia
Inizia a studiare musica nel 1963, in particolare il violino. Dopo la maturità si iscrive al Conservatorio Giuseppe Verdi di Milano, dove frequenta la classe di composizione di Sandro Gorli. Nel 1973 entra a far parte dello storico gruppo Rock progressivo Stormy Six realizzando 5 LP e più di 700 concerti in tutta Europa. Rimarrà nel gruppo fino al 1983 anno dello scioglimento.
Nel 1980 riceve il premio della critica della Germania Ovest con l'LP Macchina maccheronica.

## Discografia

### Solista
- 1988 - Stanze N.12 (cassetta, Martin Guy)
- 1994 - Algoritmo Ballabile (CD, Desert Rain)
- 2008 - Uova Fatali (CD, AltrOck) con Yugen
- 2017 - 30 Minutes A "Shot In The Dark" Improvisation (CDr, Apparémment Des Notes)